# 戸村光
戸村 光（とむら ひかる 1994年5月17日 - ）は、日本の起業家。2013年に渡米し、2014年アメリカシリコンバレーにてHACKJPNを起業する。またForbes・ダイヤモンドオンライン・東洋経済・Business Insider にビジネス領域にて執筆している。地上波ではテレビ朝日・テレビ東京系列のニュース番組で出演。国内外の市場動向・企業分析をアナリストの立場より解説する。芸能プロダクション松竹芸能に文化人タレントとして所属している

## 来歴・人物
堺市に経営者の父・陶芸家の母のもとに生まれる。大阪桐蔭高校の卒業生であり、同級生には朝日放送テレビアナウンサーの津田理帆、大阪桐蔭高校野球部の投手として2012年の春夏連覇に貢献した藤浪晋太郎（阪神タイガース）・澤田圭佑（オリックス・バファローズ）や、サッカー部に所属していた三浦弦太（ガンバ大阪）、先輩には乃木坂46の松村沙友理やアナウンサーの岡副麻希がいる。大学受験を控えた高校3年の夏、戸村もTwitterやFacebookで同い年の企業家の存在を知り、社会的影響力の違いを実感した。このとき、親の轢いたレールの上をただ単に進んでいくべきではないと思い立った戸村は日本全国をヒッチハイクしながら横断、500人にも及ぶ投資家や経営者、政治家と出会い、自身の人生テーマは「教育」であると考えた。そして自分がより成長できる場所は日本ではなくアメリカのシリコンバレーであると考え、高校卒業後はシリコンバレーの大学に通うことを決意する。
親と学校側は戸村の渡米に全く賛成せず、戸村の渡米をやめさせるために面談を6時間も行うほどであった。この時、戸村は教師たちに「どうして難関大学に進学しなければいけないのか」と質問を何度もした。しかしそれに対し返ってくる答えは「将来の安定のため」だけであった。安定を求める人は成長しないと考えていた戸村はこれらの"当たり前"答えに全く賛同できず、むしろこの当たり前を受け入れることを恐れた。個々のスキルが重要視されてくる時代になると考えた戸村は集団を重視する日本から個人を重要視するアメリカへわたる事を改めて決意した。
高校卒業後、1年半かけ1人で渡米に必要な資金を集めた*。その際大阪で政治家や経営者を講師として招き、企業を考えている大学生に対して勉強会を行うシェアハウスを開設したり、フィリピンに渡り語学学校を開いたりと積極的に社会貢献をしていた。
2014年末、HACKJPNを起業。未上場企業のデータベースを提供するdatavase.ioを提供している。 同サービスは企業の資金調達情報、買収情報、投資家の評価等インターネットには介在しない独自のデータベースを保有している。2019年4月時点で企業の評価件数は1万件、投資家の評価件数は1000件を達成しており、導入社数は1000社を突破している。
2016年、シンガポールを本拠地とするメディア会社であるTech in Asiaのカンファレンス"Tech in Asia Tokyo"にてDeNAの創業者でもある南場智子と登壇している。同カンファレンスで南場は戸村が昔からの友達であり、日本にとって有望な存在であると述べている。
南場の戸村に対する、どのように事業を作り上げたかという問いに対して戸村は自分のまわりで困っている社会問題を発見し、それを解決すべくまわりの人から幸せにすべく事業を開発していると解答している。
2017年、フィンランドを本拠地とするSlushでは、サンフランシスコから友人であり先輩経営者でもあるMobile ActionのCEO、 Aykut Karaalioglu を日本に招待し、共同で登壇している。

## メディア歴
1. CO-MEDIA http://www.co-media.jp
2. AKIRA DRIVE http://www.akiradrive.com
3. GUNOSY https://gunosy.com
4. TECHABLE http://techable.jp
5. SBBIT http://www.sbbit.jp/article/cont1/32652
6. ヤフコメ　http://xn--tck7crbj.com/comments.html/20160914-00032652-biz_plus-bus_all
7. logmi https://logmi.jp/main/startup/160876
8. Business Insider Japan https://www.businessinsider.jp/article/187766/
9. The Bridge https://thebridge.jp/prtimes/315758
10. CNET https://japan.cnet.com/release/30216981/
11. 日刊興行新聞　https://www.nikkan.co.jp/releases/view/9091